# Kalmanka
Kalmanka (in russo Калманка?) è un villaggio del settore meridionale della Siberia Occidentale situato nel Territorio dell'Altaj,  in Russia. È il centro amministrativo del distretto Kalmanskij.
La località si trova 45 km a sud della capitale Barnaul.